# Baktris

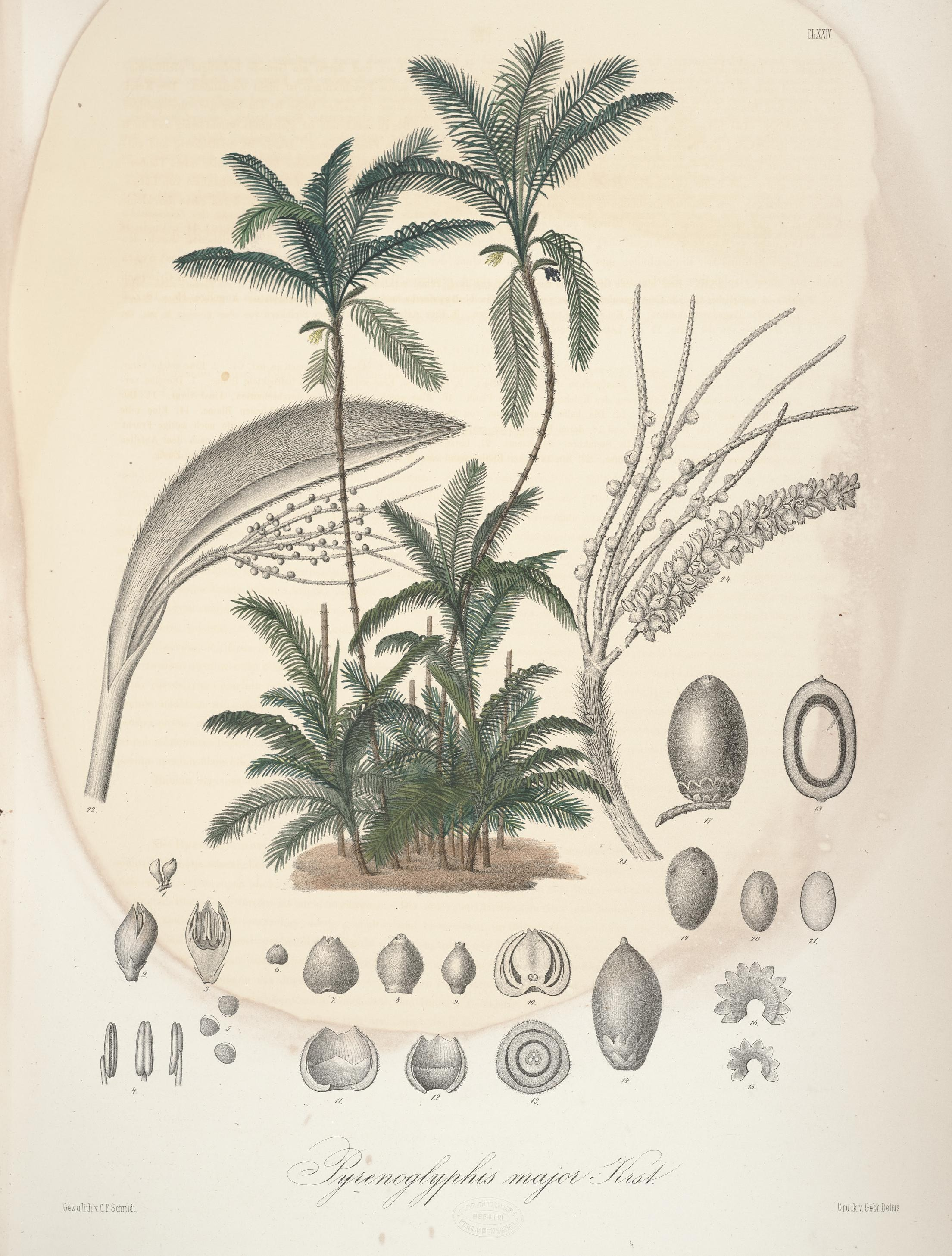
Kresba Bactris major z roku 1866

Baktris (Bactris) je rozsáhlý rod palem, zahrnující asi 73 druhů. Jsou to drobné i vysoké palmy s ostnitými a často vícečetnými kmeny. Listy jsou zpeřené nebo celistvé. Květenství je nevětvené nebo jednoduše větvené, podepřené toulcem. Plodem je peckovice.
Rod je rozšířen výhradně v tropické Americe, zejména v Amazonii. Hospodářsky nejvýznamnějším druhem je baktris broskvový (Bactris gasipaes), poskytující zejména jedlé plody.

## Popis
Zástupci rodu baktris jsou malé až vysoké, jednodomé, ostnité palmy s vícečetnými nebo jednotlivými, příležitostně i zkrácenými a podzemními kmeny. Listy jsou buď zpeřené nebo celistvé se zpeřenou žilnatinou, reduplikátní. Postranní segmenty zpeřených listů jsou podél středního žebra pravidelně rozložené nebo nahloučené.
Květenství jsou jednoduché klasy nebo jsou jednoduše rozvětvená, krátce stopkatá, u části druhů s výraznou střední osou. Květenství jsou podepřená velkým toulcovitým listenem. Květy jsou jednopohlavné, uspořádané většinou v triádách (samčí květy někdy jednotlivé). Samčí květy mají trojlaločný kalich a trojčetnou, na bázi až do poloviny srostlou korunu. Tyčinek je většinou 6, řidčeji jiný počet (3 až 12). Samičí květy mají trojlaločný, kruhovitý, miskovitý až trubkovitý kalich a trubkovitou korunu. Semeník je srostlý ze 3 plodolistů a obsahuje 3 komůrky, v nichž je po 1 vajíčku. Plody jsou jednosemenné kulovité, elipsoidní nebo vejcovité peckovice. Plody jsou nejčastěji žlutooranžové nebo narudle černé, lysé nebo osténkaté, na vrcholu se zbytky blizny. Endosperm má stejnoměrnou strukturu.

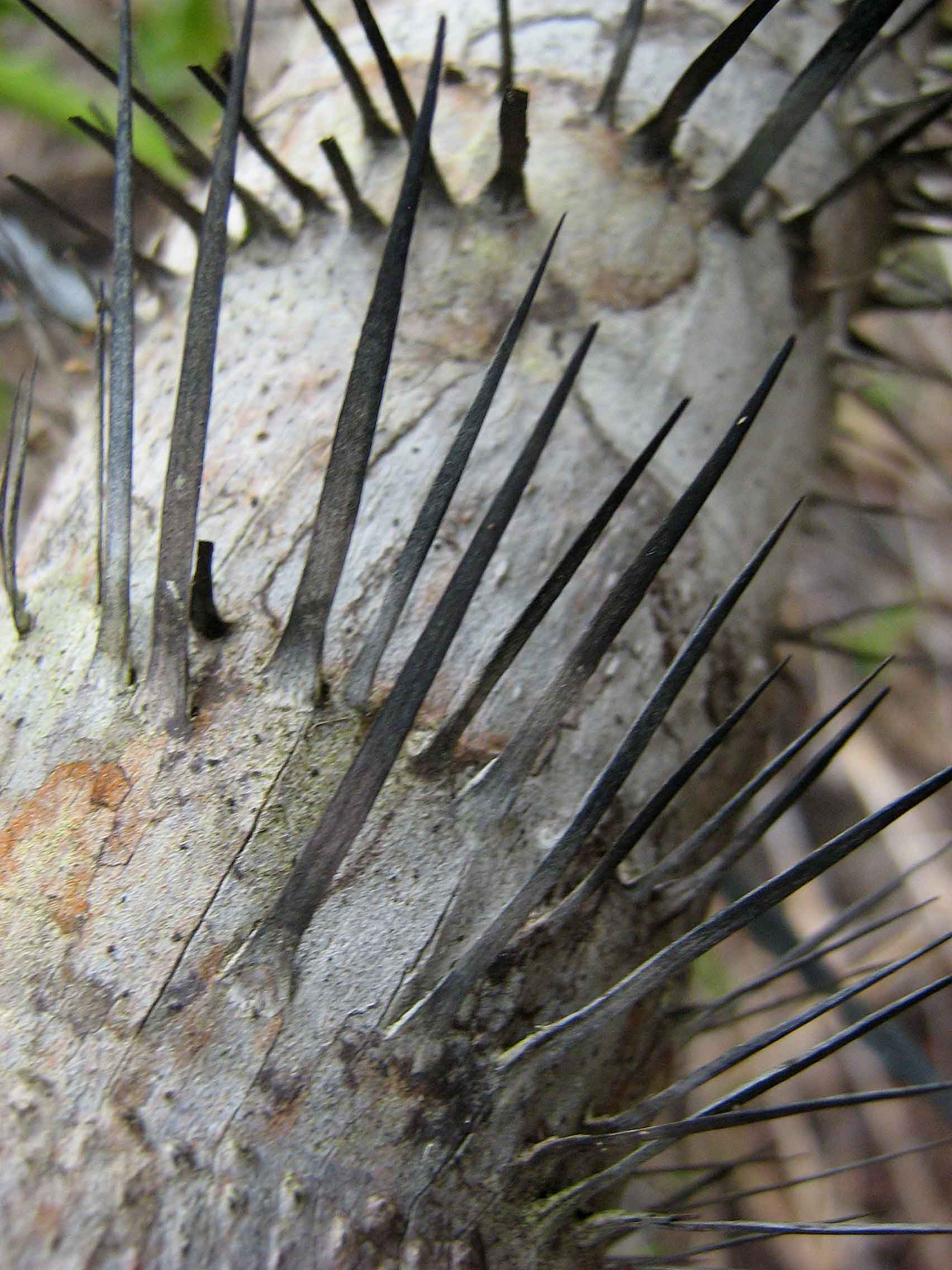
Ostny na kmeni Bactris ferruginea
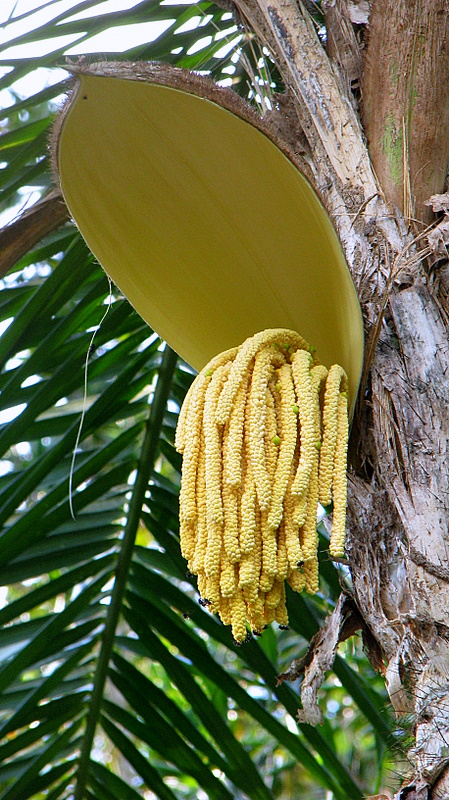
Květenství baktrisu broskvového
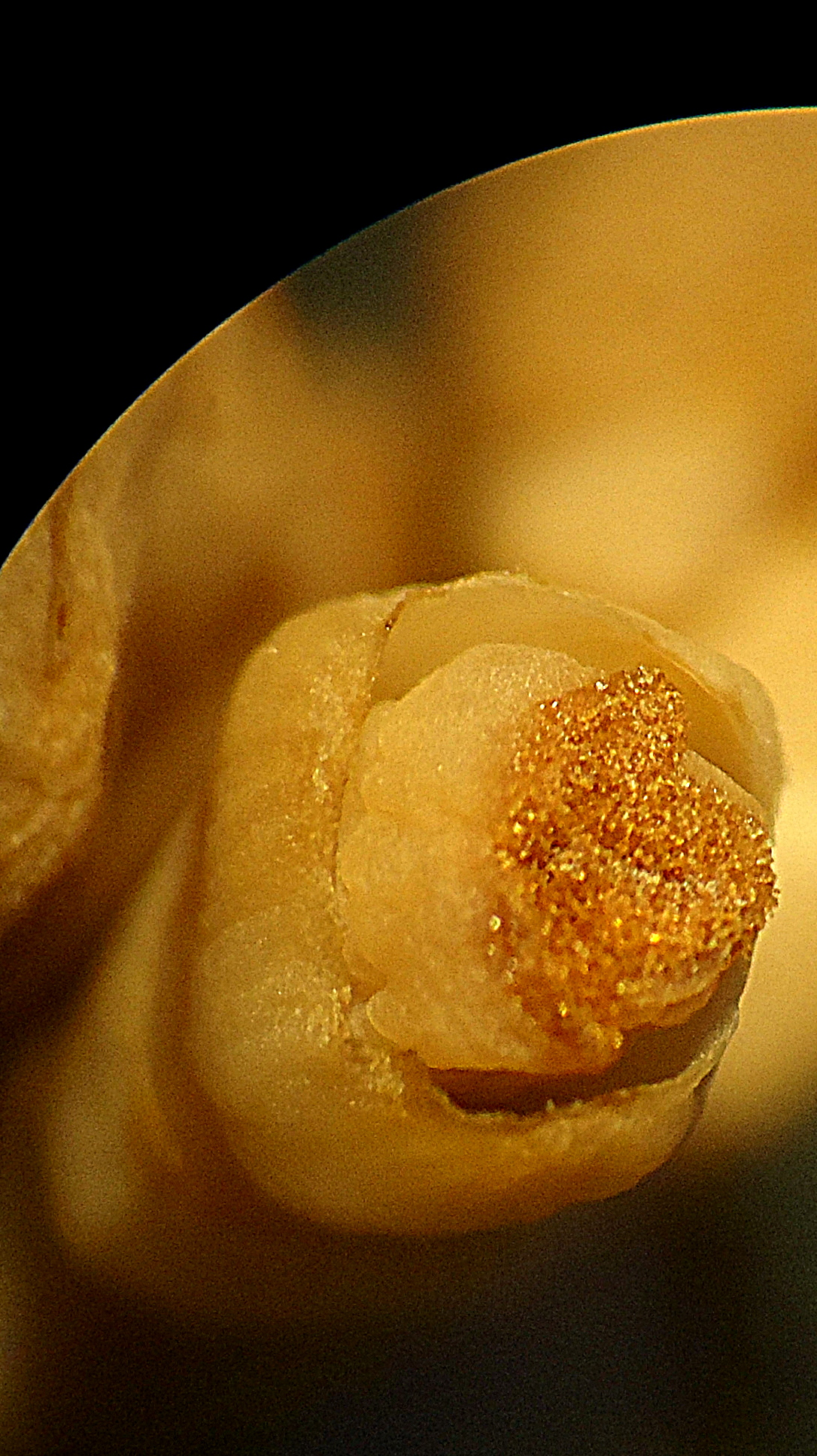
Detail květu Bactris sp.
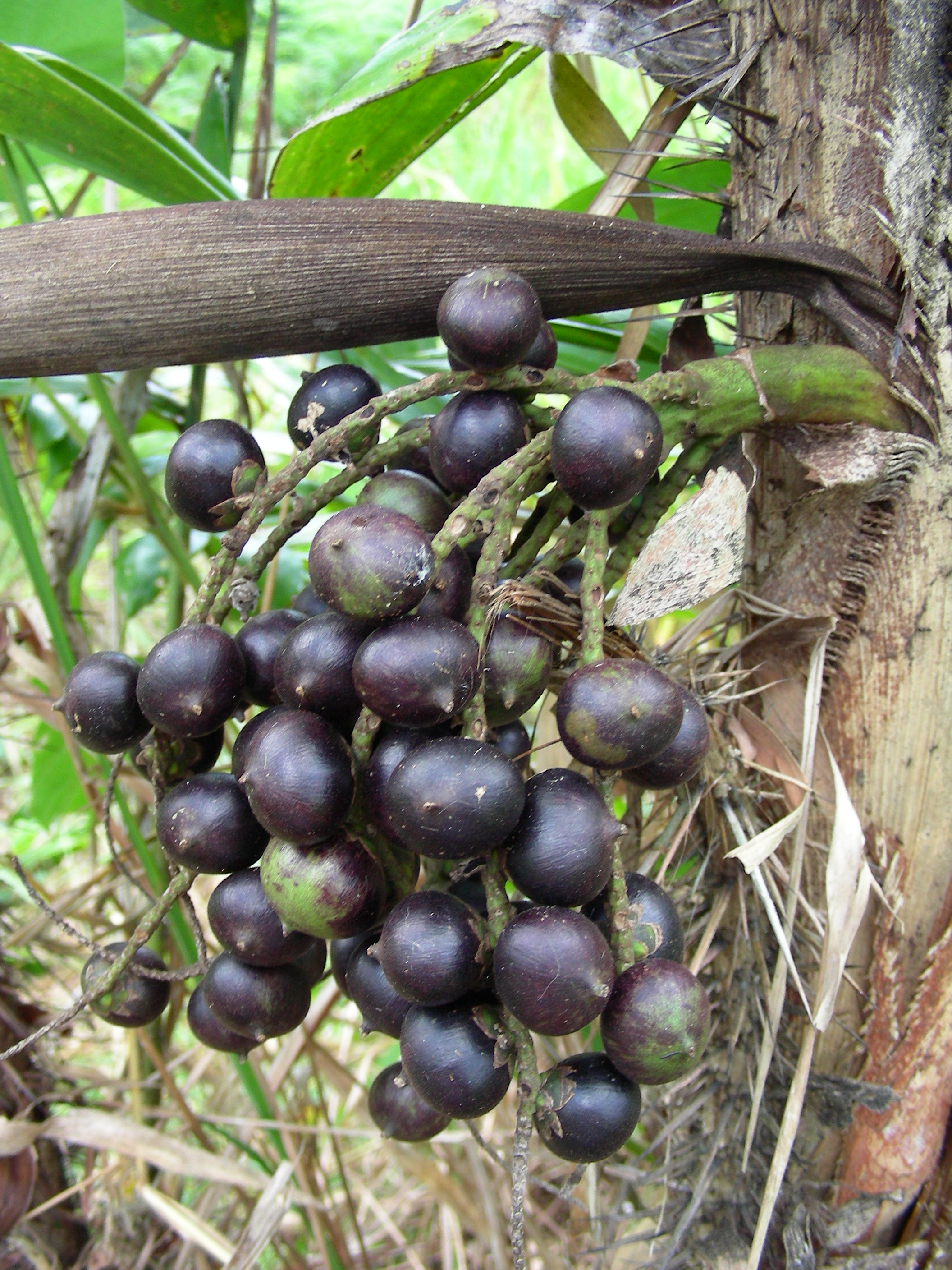
Plodenství Bactris maraja

## Rozšíření
Rod zahrnuje asi 73 druhů. Je rozšířen výhradně v tropické Americe od Mexika po Bolívii a Paraguay a na Karibských ostrovech. Rod je hojně zastoupen zejména v nížinných tropických deštných lesích Střední a Jižní Ameriky. Nejvíc druhů roste v Amazonii. Některé druhy vystupují i do středních poloh And.

## Taxonomie
Rod Bactris je v současné taxonomii palem řazen do podčeledi Arecoideae, tribu Cocoseae a subtribu Bactridinae. Celkem bylo již popsáno více než 450 druhů. V monografii rodu z roku 2000 (Henderson 2000) je rozlišeno 73 druhů.

## Zástupci
- baktris broskvový (Bactris gasipaes)[5]

## Význam
Plody četných druhů jsou jedlé. Nejvýznamnější je druh baktris broskvový (Bactris gasipaes), který tvoří v některých oblastech podstatnou část jídelníčku domorodých obyvatel. Je to jeden z nejdéle pěstovaných druhů palem a jeho prokazatelně přírodní populace ani nejsou známy. Plody této palmy jsou nacházeny i v historických vykopávkách. Plody jsou po uvaření chutné, s moučnatou dužninou příjemně ořechové chuti. Jsou bohaté na živiny a vitamíny. Jedlé jsou také růstové vrcholy (palmové zelí) některých druhů.

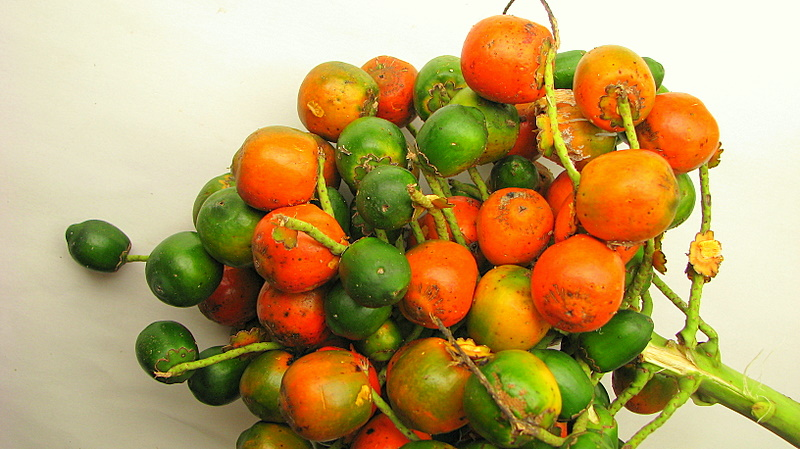
Plodenství baktrisu broskvového
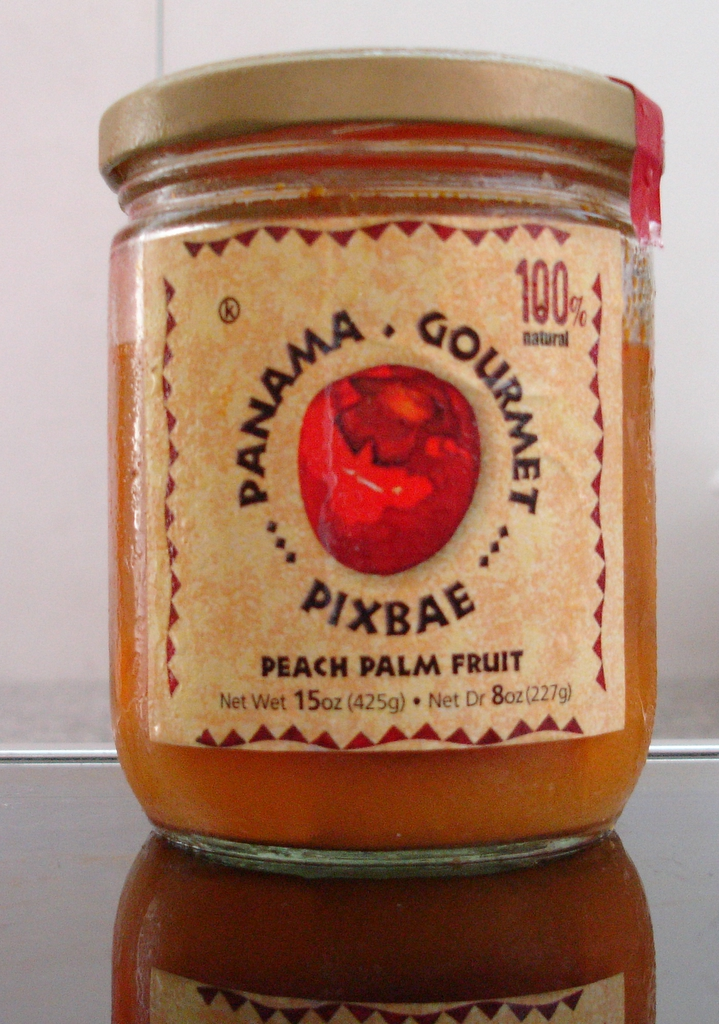
Produkt z plodů baktrisu broskvového
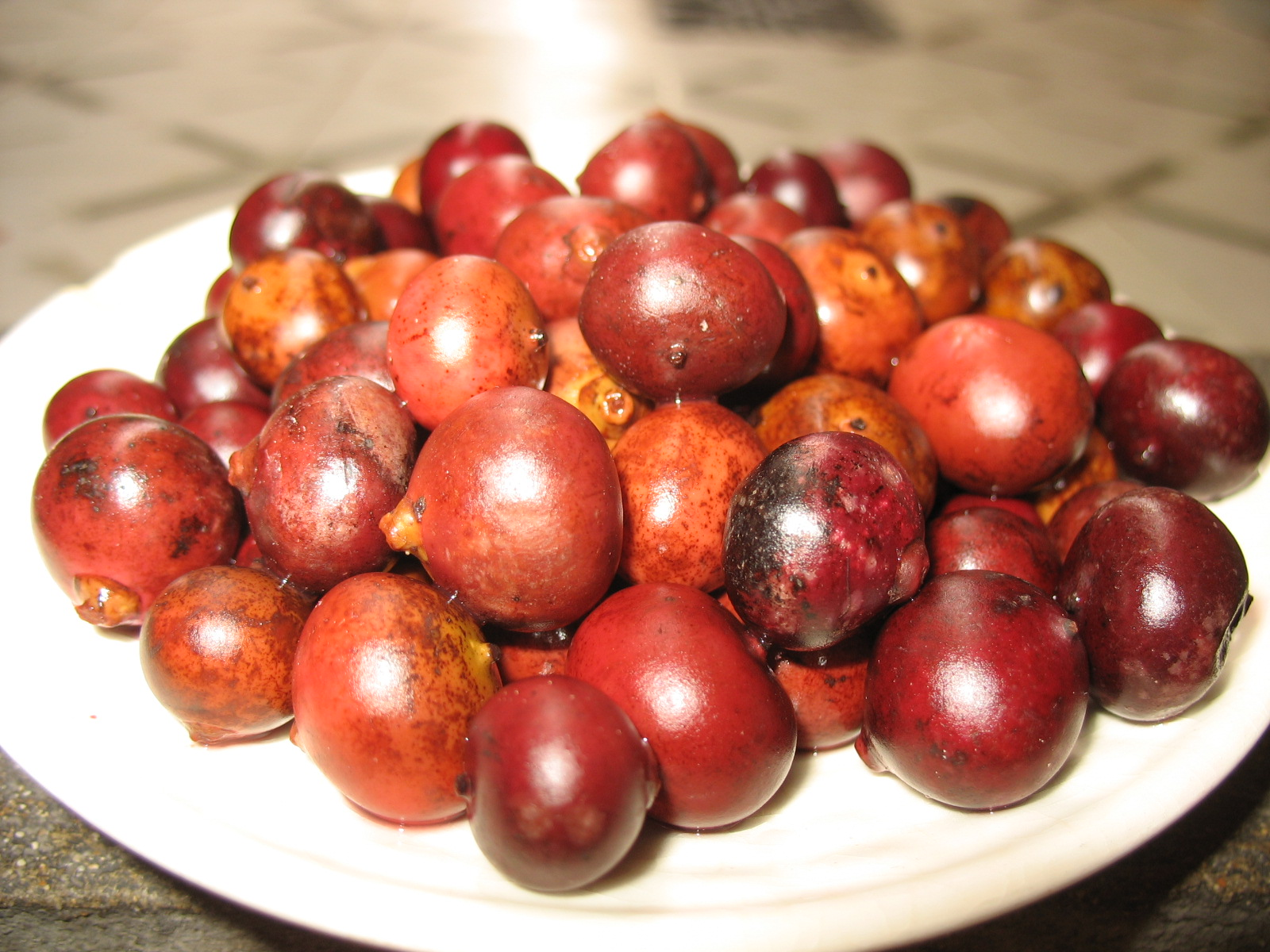
Plody Bactris guineensis